# Oxazolidinone
Oxazolidinone sind Mitglieder einer Stoffgruppe gesättigter heterocyclischer Verbindungen, die in einem Fünfring sowohl ein Stickstoff- als auch ein Sauerstoff-Atom tragen und eine Carbonyl-Gruppe enthalten. Dadurch entsteht entweder ein cyclischer Ester (ein Lacton), ein cyclisches Amid (ein Lactam), ein Keton oder ein Carbamat (Urethan). Die Stammverbindungen der Gruppe sind das 1,3-Oxazolidin und das 1,2-Oxazolidin (Isoxazolidin), von denen sich je drei Oxazolidinone ableiten. 

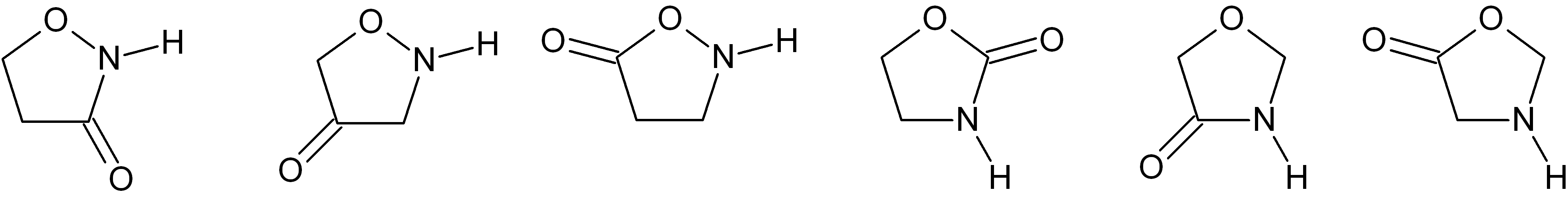
Von links nach rechts: 1,2-Oxazolidin-3-on, 1,2-Oxazolidin-4-on, 1,2-Oxazolidin-5-on; 1,3-Oxazolidin-2-on, 1,3-Oxazolidin-4-on, 1,3-Oxazolidin-5-on

In der präparativen Chemie werden 1,3-Oxazolidin-2-one seit langem als Auxiliare eingesetzt. Einige Oxazolidinone zählen zu einer Gruppe von Antibiotika. Der erste kommerziell verfügbare Wirkstoff war Cycloserin (4-Amino-1,2-oxazolidin-3-on) als Medikament gegen Tuberkulose im Jahr 1956. Weitere Oxazolidinon-Antibiotika sind etwa Linezolid und Eperezolid.

## Auxiliare
In der präparativen Chemie dienen 1,3-Oxazolidin-2-one als Auxiliare. Dabei wird die umzusetzende Substanz vor der eigentlichen Reaktion mit einem Evans-Auxiliar substituiert. Das voluminöse Auxiliar lenkt die Reaktion so, dass stereoselektiv ein Reaktionsprodukt bevorzugt gebildet wird:
Nach der Reaktion muss das Evans-Auxiliar (hier mit Lithiumhydroxid und Wasserstoffperoxid) wieder abgespalten werden.

## Antibiotika

Cycloserin [(4R)-4-Amino-1,2-oxazolidin-3-on] wurde als Medikament gegen Tuberkulose eingesetzt.

Die medizinisch wirksamen Oxazolidinone gehören zu den antibakteriell wirksamen Arzneistoffen und sind Proteinbiosynthese-Hemmer (genauso wie die Tetracycline, Aminoglycoside, Lincosamide und Makrolide). Oxazolidinone hemmen den Beginn der Synthese eines Peptidstrangs an der Stelle, an der sich Ribosom, Boten- oder messenger-RNA und Start-tRNA-AS-Komplex zusammenlagern. Sie wirken meist bakteriostatisch auf Gram-positive Bakterien; Cycloserin hemmt auch Gram-negative Bakterien sowie das Mycobacterium tuberculosis.
Als Nebenwirkung wurde Knochenmarksuppression beschrieben, das Blutbild sollte kontrolliert werden. In Deutschland wird Cycloserin selbst wegen starker neurotoxischer Nebenwirkungen nicht als Arzneistoff für die Arzneimittelherstellung verwendet, sondern in Form des Kondensationsprodukts mit Terephthaldialdehyd, Terizidon, das aber ebenfalls noch neurotoxisch wirkt und daher nur als Antituberkulotikum 2. Wahl eingesetzt wird. In Deutschland werden Tedizolid und Linezolid als Reserveantibiotika eingesetzt.